# Oideterus buquetii
Oideterus buquetii es una especie de escarabajo longicornio del género Oideterus, categorizada en la tribu Anacolini, de la subfamilia Prioninae. Fue descrita por Thomson en 1857.
El período de actividad en ejemplares adultos se presenta regularmente en el mes de mayo. Existe un ejemplar de la especie en el museo Nacional de Historia Natural de Francia.

## Descripción
Mide 8-20 mm de longitud.

## Distribución
Se distribuye por América del Sur: en Colombia y Ecuador.